# Trosa
För andra betydelser, se Trosa (olika betydelser).
Trosa är en tätort i Södermanland och centralort i Trosa kommun, Södermanlands län. Orten är belägen mellan Södertälje och Nyköping där Trosaån mynnar ut i Östersjön.

## Historia

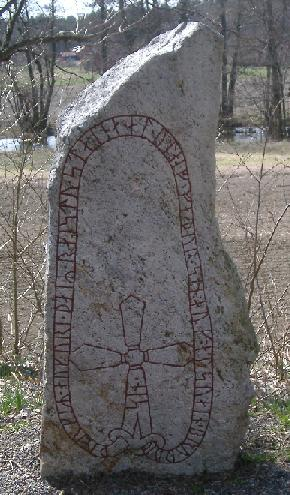
Runsten mellan Trosa och Vagnhärad.

Området kring Trosa är rikt på fornlämningar i form av runstenar. Berömd är också en guldskatt som grävdes upp ur jorden vid Tuna by i Västerljungs socken år 1774. Guldskatten, som brukar kallas Tureholmsskatten, vägde hela 12 kg och är den största guldskatt som hittats i landet. Skattens främsta föremål är en halsring och beslag. De förvaras numera i Guldrummet på Historiska museet i Stockholm. Guldskatten är från folkvandringstiden, alltså 400–550 e Kr.
År 1331 skrevs parochia Troso = "Trosa socken". Detta antas syfta på namnet för Trosaån. Trosa socken fick namnet från kyrkbyn. Namnets ursprung är inte klarlagt.

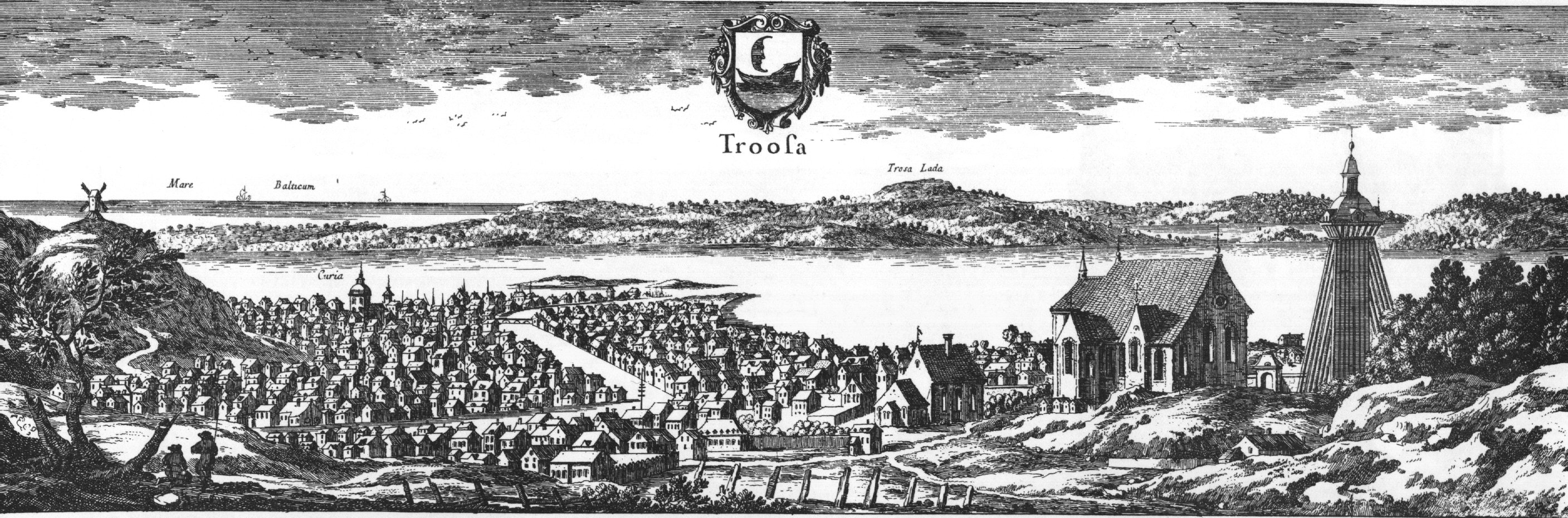
Trosa omkring år 1700. Ur Suecia antiqua et hodierna.

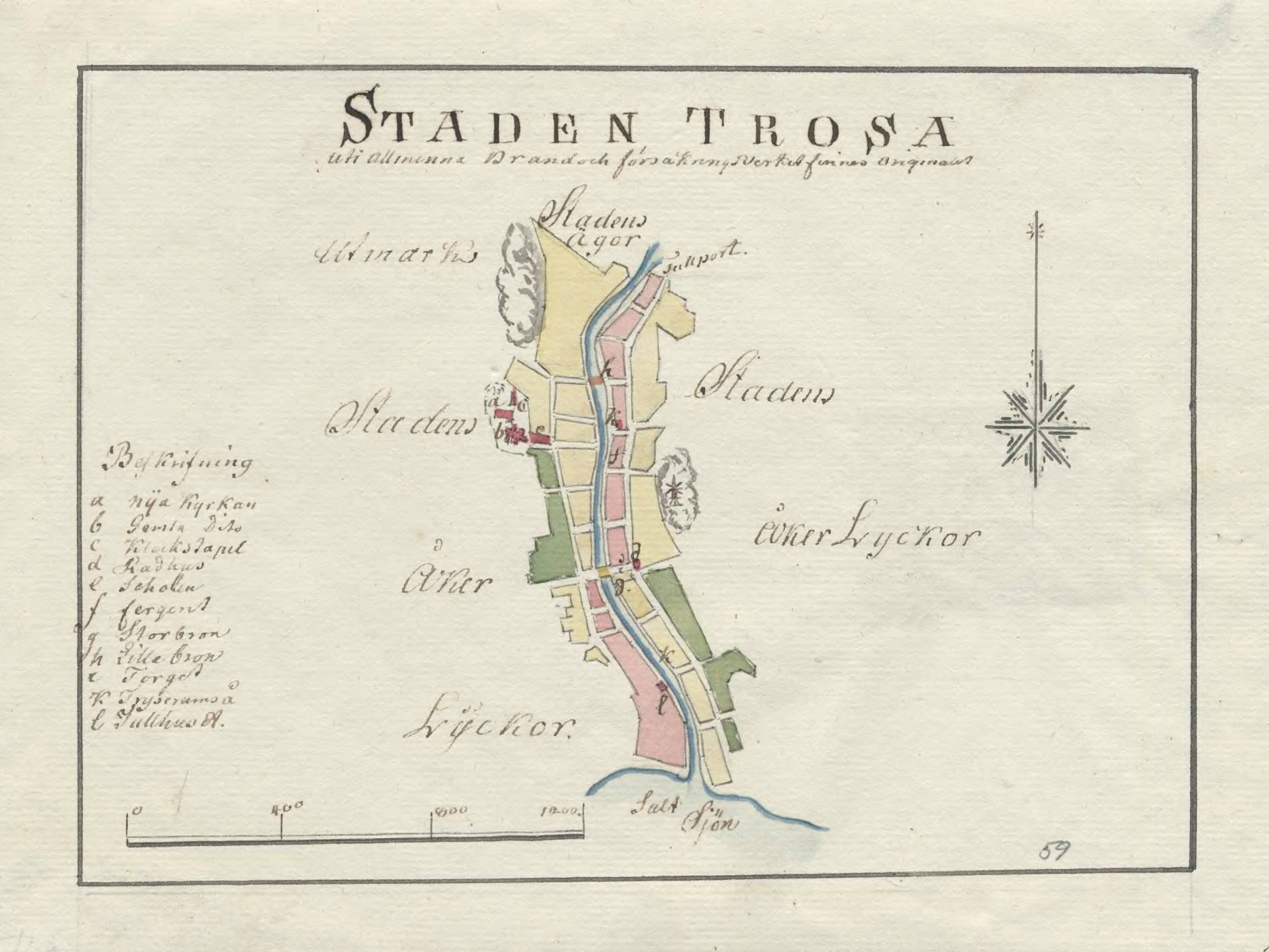
Karta över Trosa från 1790-talet

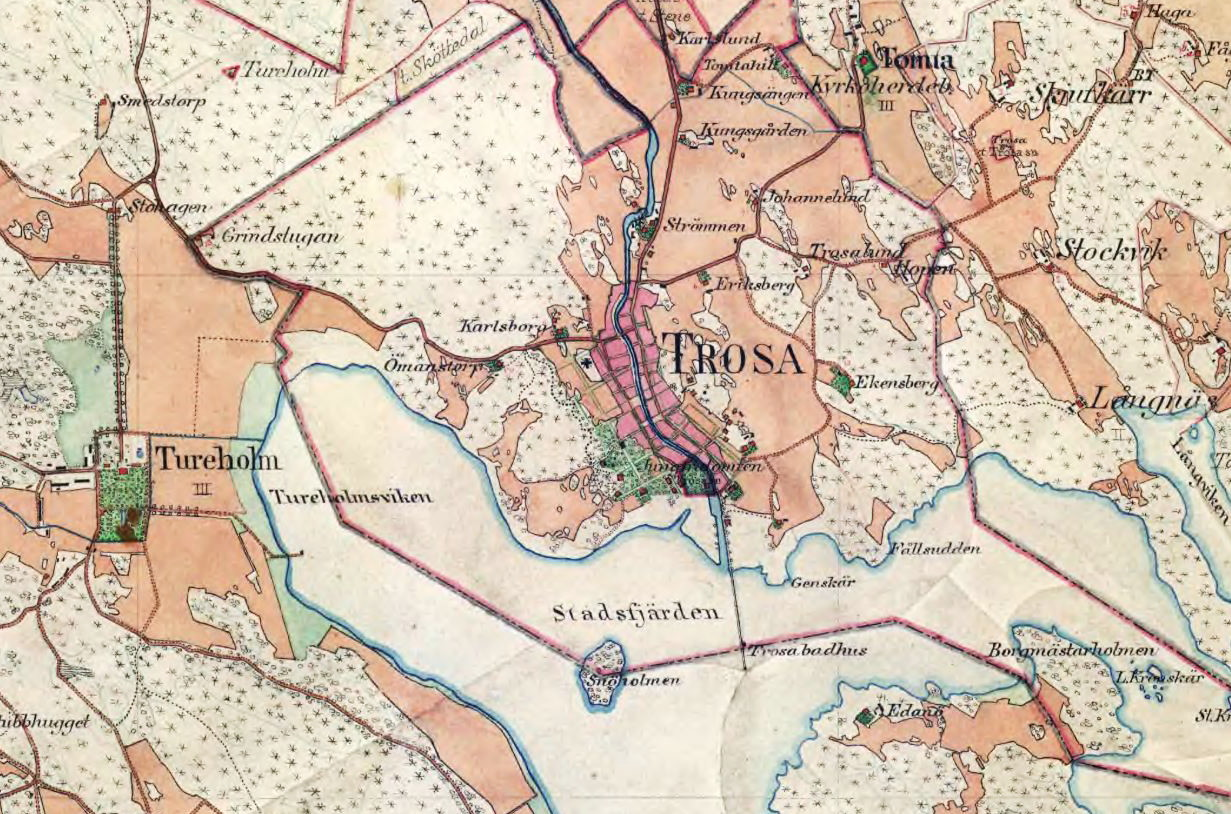
Trosa och Tureholm på Häradsekonomiska kartan 1897.

Trosa omtalas första gången 1279 och sägs 1383 vara stad och låg då vid nuvarande Trosa landskyrka, cirka 5 kilometer nordväst om nuvarande läge. I början av 1400-talet var Trosa en betydande handelsplats. Trosa brändes år 1445 av vitaliebröderna under Erik av Pommern. 1454 fick staden stadsprivilegium av kung Karl Knutsson Bonde. Eftersom landskapet runt ån är flackt, har landhöjningen resulterat i att havet dragit sig tillbaka och landarealen ökat.
Redan vid mitten av 1550-talet hade det gamla Trosa upphört att existera och orten omtalas endast som "bönderna i Trosseby". I stället hade en ny handelsplats och fiskeläge börjat växa fram vid Trosaåns mynning. År 1610  erhöll den nya platsen för Trosa stadsprivilegier och kallades då Trosa Åmyne eller Åminne för att skilja den nya staden från den äldre. Den nya staden hade vuxit fram som fiskeläge och fiske förblev en av stadens främsta näringar, fram till andra världskriget var den Ostkustens mest betydande fiskestad. I privilegierna ingick fiskerätt från Oxelösund till Södertälje, och staden hade fiskelägen på Landsort, Viksten, Gunnarstenarna och Askö. Vid mitten av 1600-talet hade staden omkring 500 innevånare.
Liksom många andra städer längs Östersjökusten blev Trosa utsatt för rysshärjningarna. Staden brändes ner i grunden av den ryska vedergällningsflottan 1719. Dock skonades Trosa stads kyrka. Den uppfördes i början av 1700-talet i karolinerstil och är en av de få 1700-talskyrkorna i Strängnäs stift.
Under andra hälften av 1800-talet innebar ångbåtstrafiken ett uppsving för staden och handeln började blomma upp samtidigt som Trosa även blev en betydande turistort som havbadort. Från 1930-talet har en del mindre industrier vuxit fram, numera pendlar många till arbetsplatser i Södertälje och Stockholm.
Efterhand har bebyggelsen vuxit utanför det gamla stadsområdet. Villaområdet Östermalm tillkom redan vid sekelskiftet 1900, Ekensberg kort därefter. Först under 1960- och 1970-talet började dock en mer omfattande utbyggnad med områden som Trosalund, Eriksberg, Karlsborg, Nyängen och Tomtaklint.

### Administrativa tillhörigheter
Trosa stad, ombildades vid kommunreformen 1862 till en stadskommun, omgiven av Trosa socken som blev Trosa landskommun. 1971 ombildades Trosa stad till Trosa kommun, vilken uppgick 1974 i Nyköpings kommun och utbröts 1992. I kyrkligt hänseende hörde orten före 2010 till Trosa stadsförsamling och orten tillhör sedan 2010 till Trosa församling. Orten ingick till 1948 i domkretsen för Trosa rådhusrätt och därefter till 1971 i Nyköpings domsagas tingslag. Sedan 1971 ingår Trosa i Nyköpings tingsrätts domsaga.

### Befolkningsutveckling
Trosa stad hade 857 invånare år 1933. 
| Befolkningsutvecklingen i Trosa 1950–2020                                                    | Befolkningsutvecklingen i Trosa 1950–2020 | Befolkningsutvecklingen i Trosa 1950–2020 | Befolkningsutvecklingen i Trosa 1950–2020 | Befolkningsutvecklingen i Trosa 1950–2020 |
| -------------------------------------------------------------------------------------------- | ----------------------------------------- | ----------------------------------------- | ----------------------------------------- | ----------------------------------------- |
|                                                                                              |                                           |                                           |                                           |                                           |
| År                                                                                           |                                           |                                           | Folkmängd                                 | Areal (ha)                                |
| 1950                                                                                         | 1950                                      |                                           | 1 230                                     |                                           |
| 1960                                                                                         | 1960                                      |                                           | 1 322                                     |                                           |
| 1965                                                                                         | 1965                                      |                                           | 1 664                                     |                                           |
| 1970                                                                                         | 1970                                      |                                           | 2 173                                     |                                           |
| 1975                                                                                         | 1975                                      |                                           | 3 128                                     |                                           |
| 1980                                                                                         | 1980                                      |                                           | 3 688                                     |                                           |
| 1990                                                                                         | 1990                                      |                                           | 4 096                                     | 287                                       |
| 1995                                                                                         | 1995                                      |                                           | 4 235                                     | 330                                       |
| 2000                                                                                         | 2000                                      |                                           | 4 201                                     | 332                                       |
| 2005                                                                                         | 2005                                      |                                           | 4 633                                     | 337                                       |
| 2010                                                                                         | 2010                                      |                                           | 5 027                                     | 360                                       |
| 2015                                                                                         | 2015                                      |                                           | 5 836                                     | 610                                       |
| 2020                                                                                         | 2020                                      |                                           | 7 295                                     | 762                                       |
| Anm.: Sammanvuxen med Stensund och Krymla 2015. Och med Öbolandet 2020 då Stensund bröts ut. |                                           |                                           |                                           |                                           |

Trosa växte västerut mellan åren 1990 och 1995. En tidigare småort med benämningen Västra Fän och småortskoden S1349 blev då en del av tätorten och utgör nu den del av tätorten som ligger längst västerut.

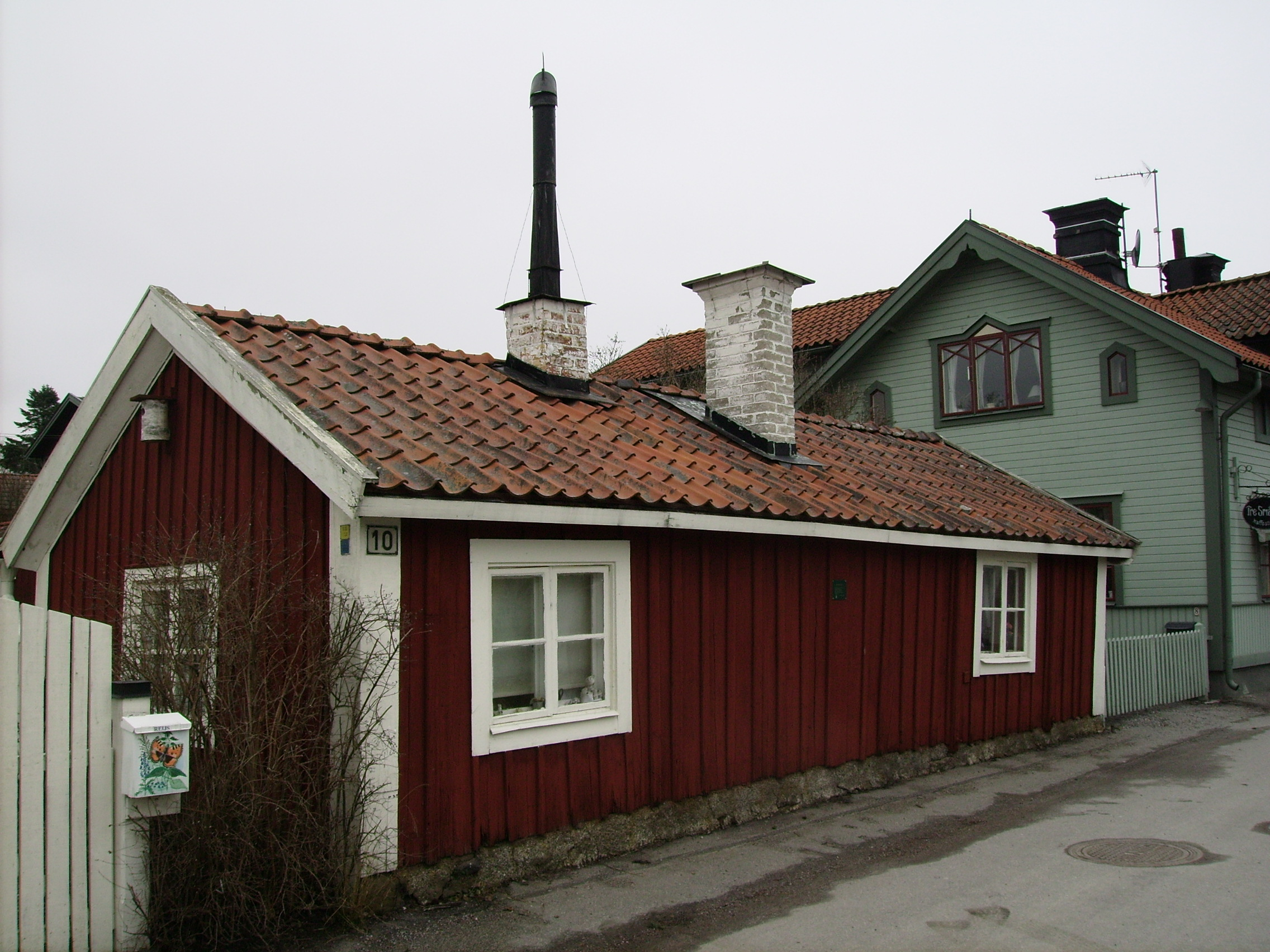
Åbladsstugan. Stadens bäst bevarade skärborgarstuga från 1700-talet. Namnet härrör från den siste skärborgaren - Axel Åblad. I maj flyttade skärborgarna ut till skärgården.

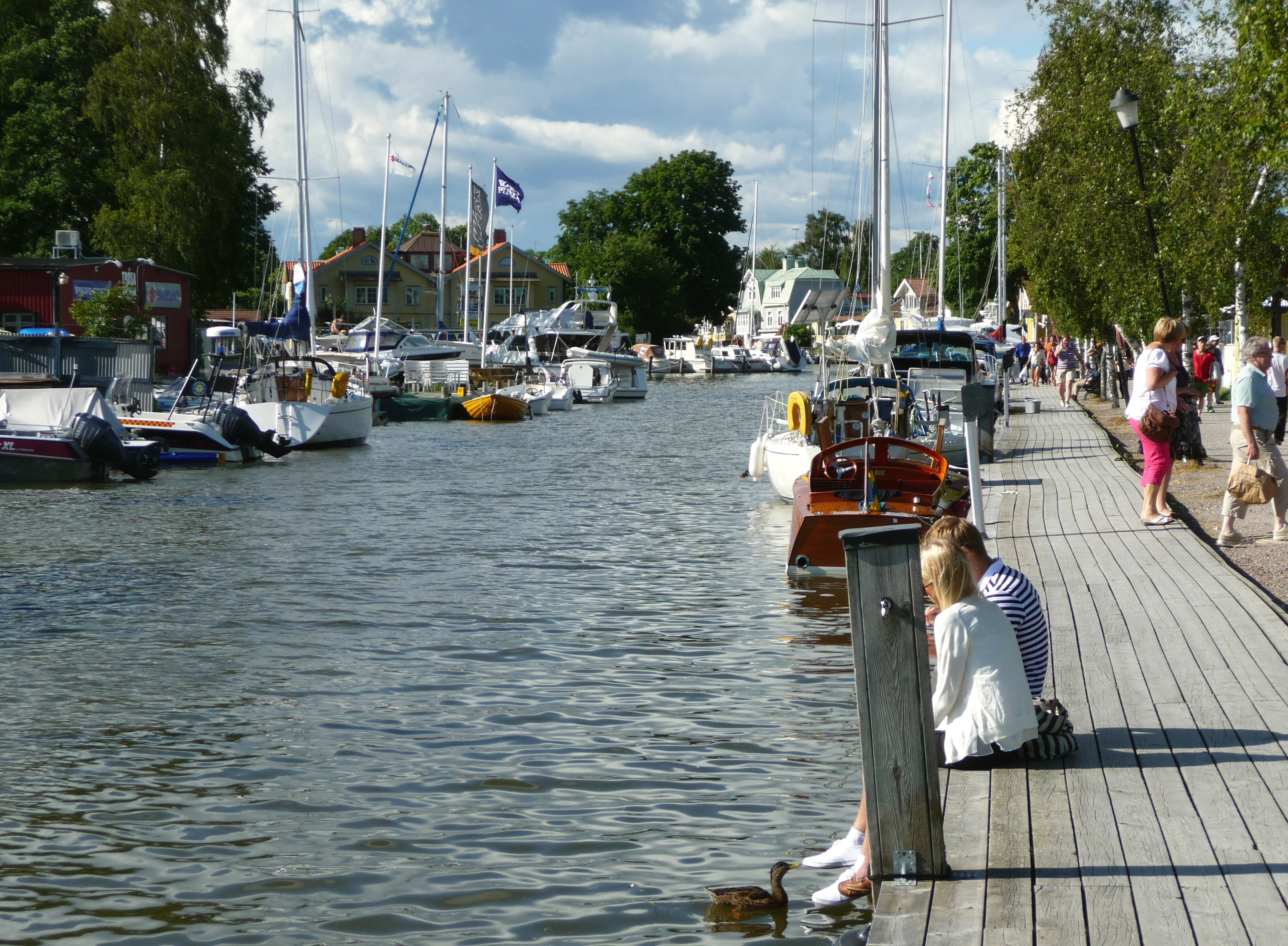
Gästhamnen på sommaren 2012.

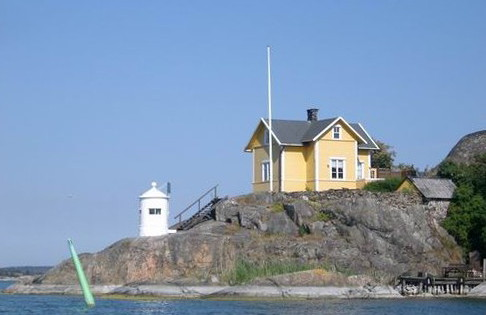
Trosa skärgård, Julaftons fyr

## Stadsbild
Den äldre delen av bebyggelsen ligger vid de stadsbebyggda tomterna samlade kring de båda "Långgatorna", vilka löper parallellt med Trosaån. Det finns även hus längs gågatorna som löper igenom stadens centrum.

## Kommunikationer
Trosa saknar järnväg. Den närmaste stationen finns i Vagnhärad, norr om staden.  Bussförbindelser finns med Vagnhärad, Nyköping, Gnesta, Södertälje och Stockholm. Trosa förbinds med Vagnhärad och motorvägen E4 via länsväg 218.

## Näringsliv
Under århundraden var fisket huvudnäringen för Trosas invånare. Skärborgare kallades de fiskare som under sommarfisket levde i små byar ute på skären. Vintrarna tillbringades i staden. 
I slutet av 1800-talet började skärborgarlivet upphöra och staden började bli en sommarstad och badort. Den nya tiden manifesterades genom bygget av Societetshuset i Trosa. Här samlades sommargästerna och här hölls fester, baler och maskerader. Ett varmbadhus för bastubad och medicinska bad uppfördes även vid denna tid.
I Trosa kommun finns idag ett antal industriföretag.. Den största är Camfil som utvecklar och tillverkar luft- och filtreringsutrustningar.

## Kultur
Staden har genom åren attraherat konstnärer och författare. Mest kända av dessa är konstnären Reinhold Ljunggren, som bodde och verkade i Trosa under drygt trettio års tid. Författaren och stockholmsskildraren Erik Asklund hade sin sommarbostad på en av öarna i Trosa skärgård och Gunnar Ekelöf tillbringade en tid i Trosa. Albert Engströms historier från Trosa stadshotell är också välkända. Skalden Vitalis, som egentligen hette Erik Sjöberg (1794–1828), är född i Trosa.
Metalcorebandet Adept kommer från Trosa.

## Utbildning
Tätorten har två 1-6-skolor: Skärlagsskolan, som dessutom har sexårsverksamhet, och Vitalisskolan. Utanför tätorten, i Västerljung, ligger en låg- och mellanstadieskola som heter Kyrkskolan. Kommunen har även två högstadieskolor: Tomtaklintskolan i Trosa och Hedebyskolan i Vagnhärad. Det finns även en folkhögskola i Stensund som heter Stensunds Folkhögskola.

## Sevärdheter
Trosa är ett populärt turistmål, speciellt på sommaren. Till detta bidrar det pittoreska läget längs Trosaån med dess åpromenad samt den låga trähusbebyggelsen. Trafiken i Trosa hamn är livlig. Trosa skärgård besöks i stor omfattning av båtfolket. 
Andra lördagen i juni arrangerar Lions årligen Trosa marknad som lockar uppemot 20 000 personer.
Trosa kallas skämtsamt "Världens ände". Ursprunget till denna beteckning är omtvistat.

## Bilder

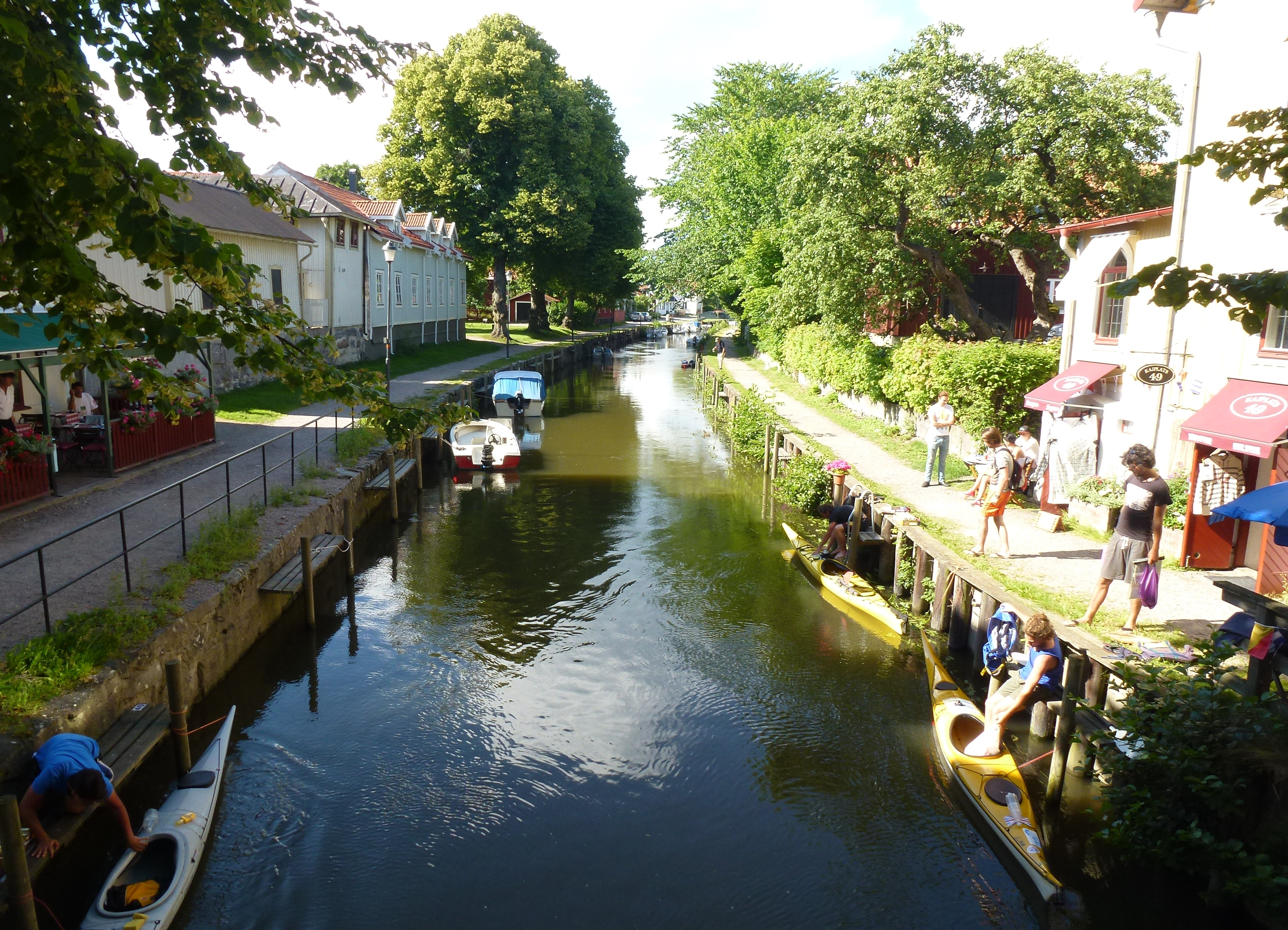
Trosaån, sommar
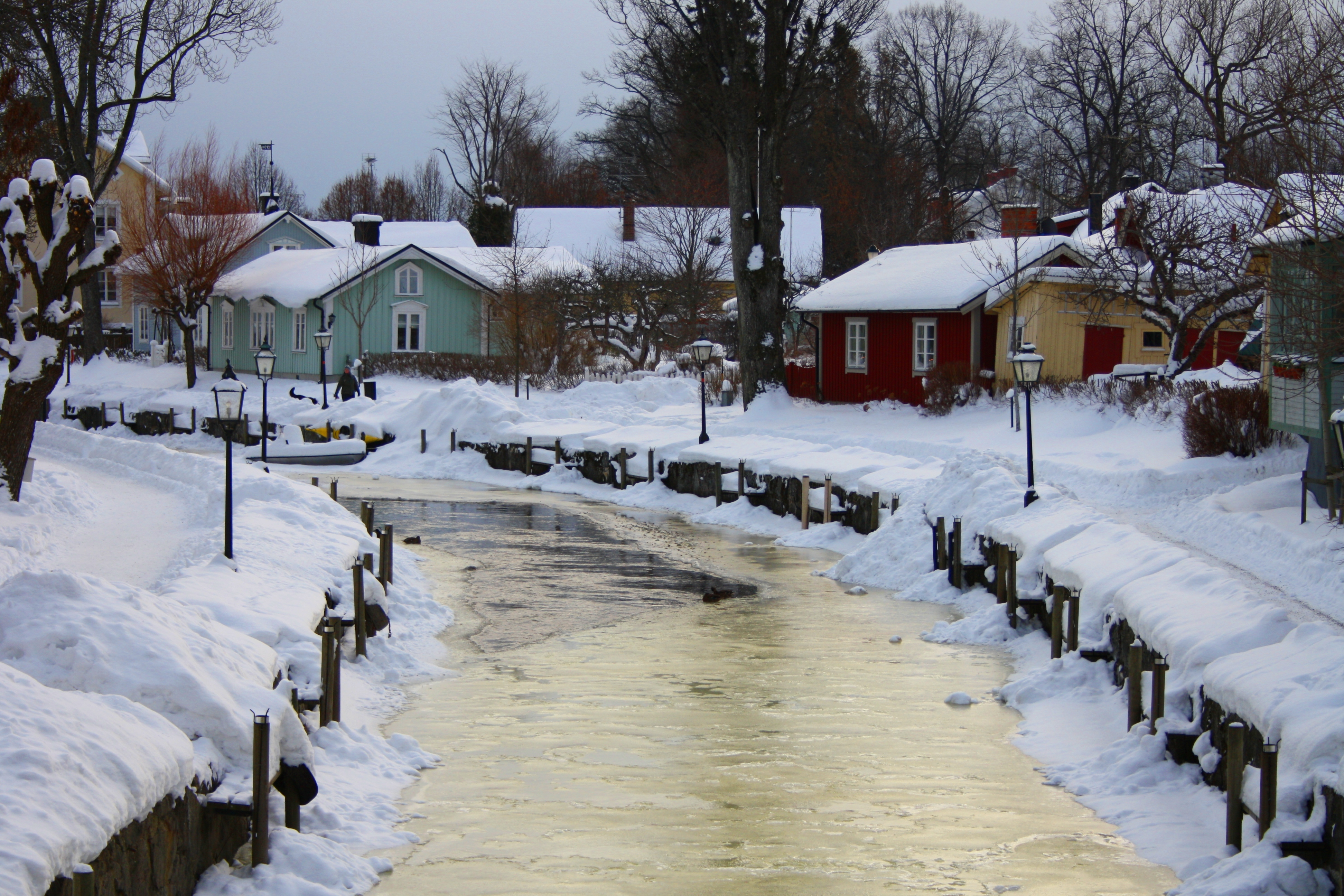
Trosaån, vinter
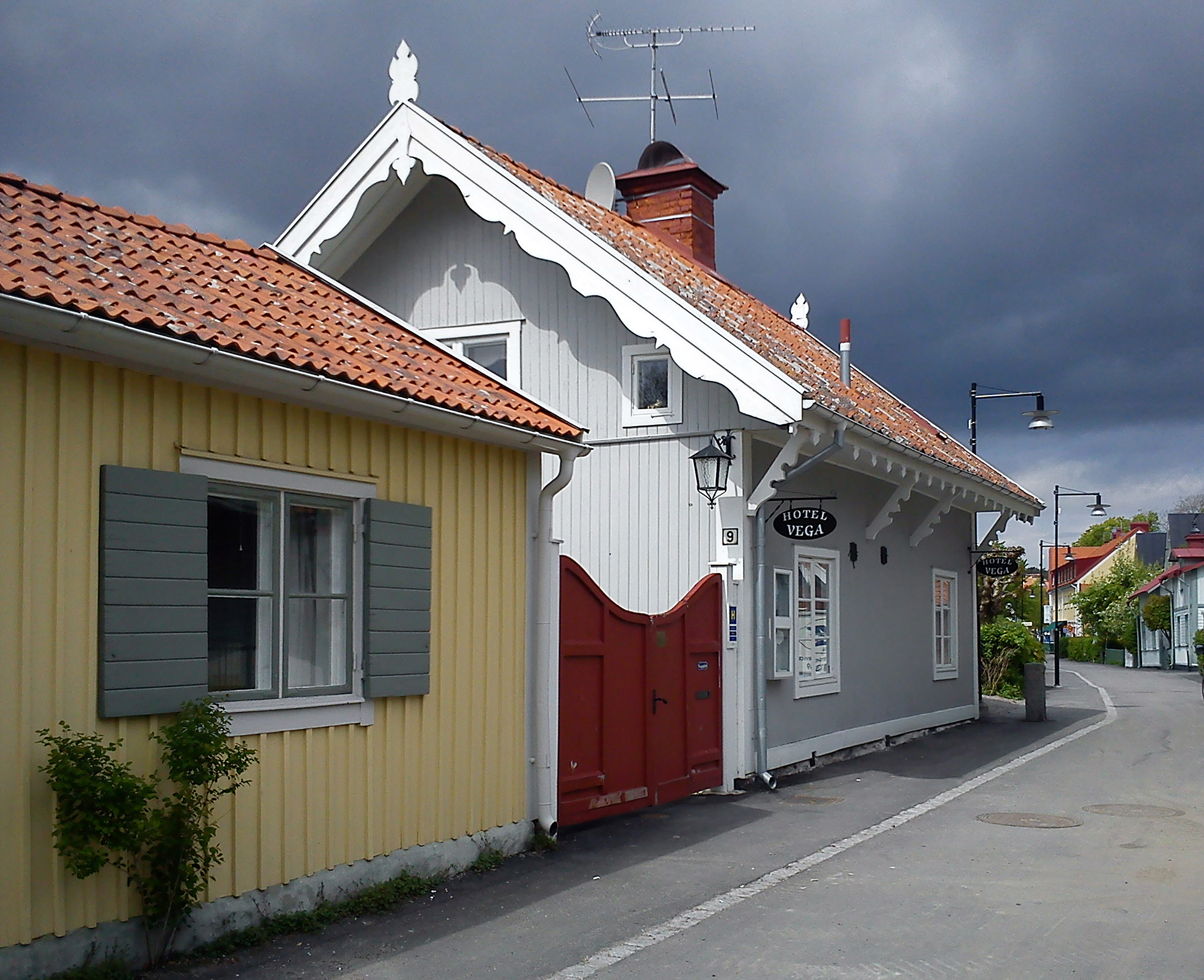
Hotel Vega
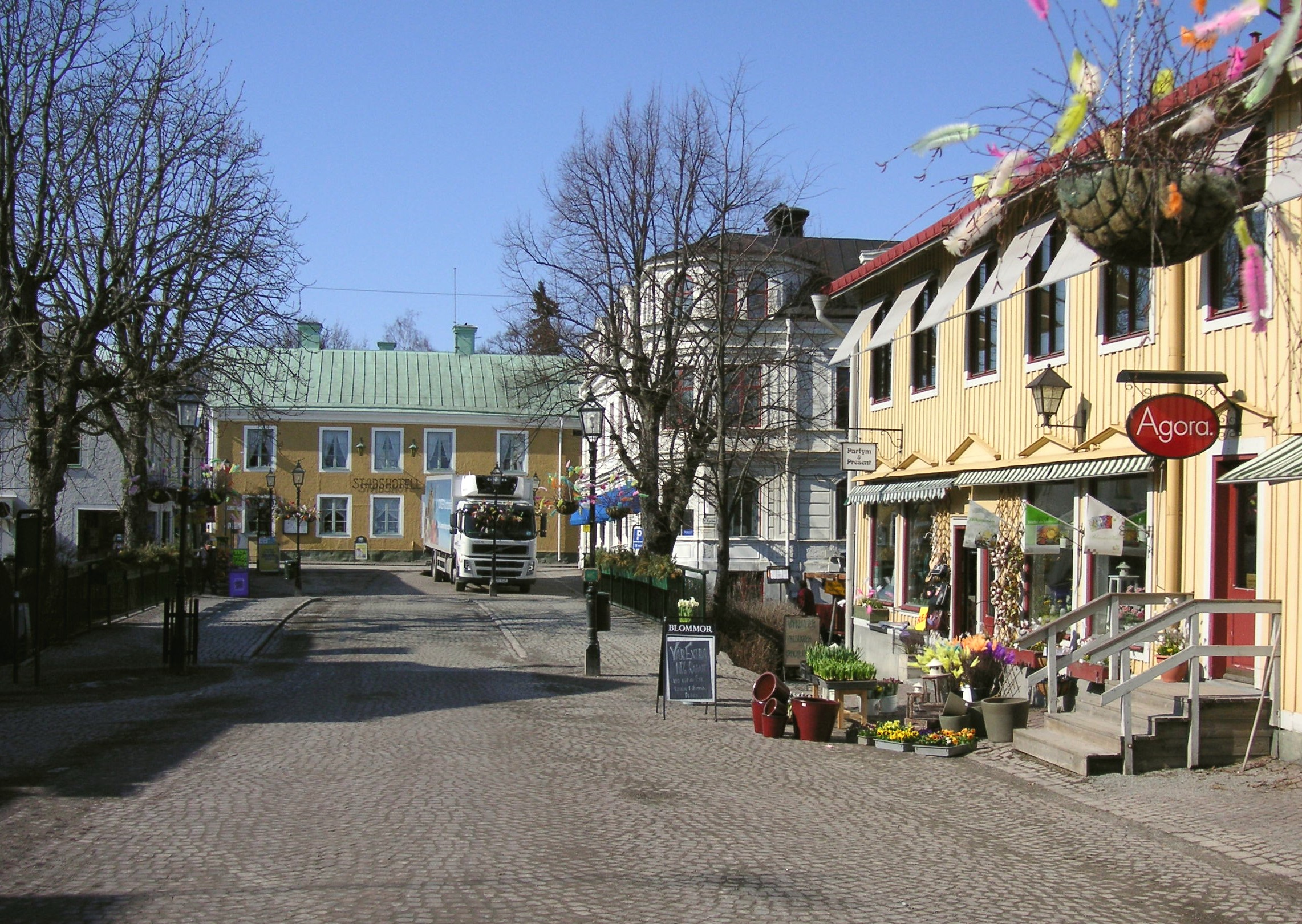
Torget och Stadshotellet
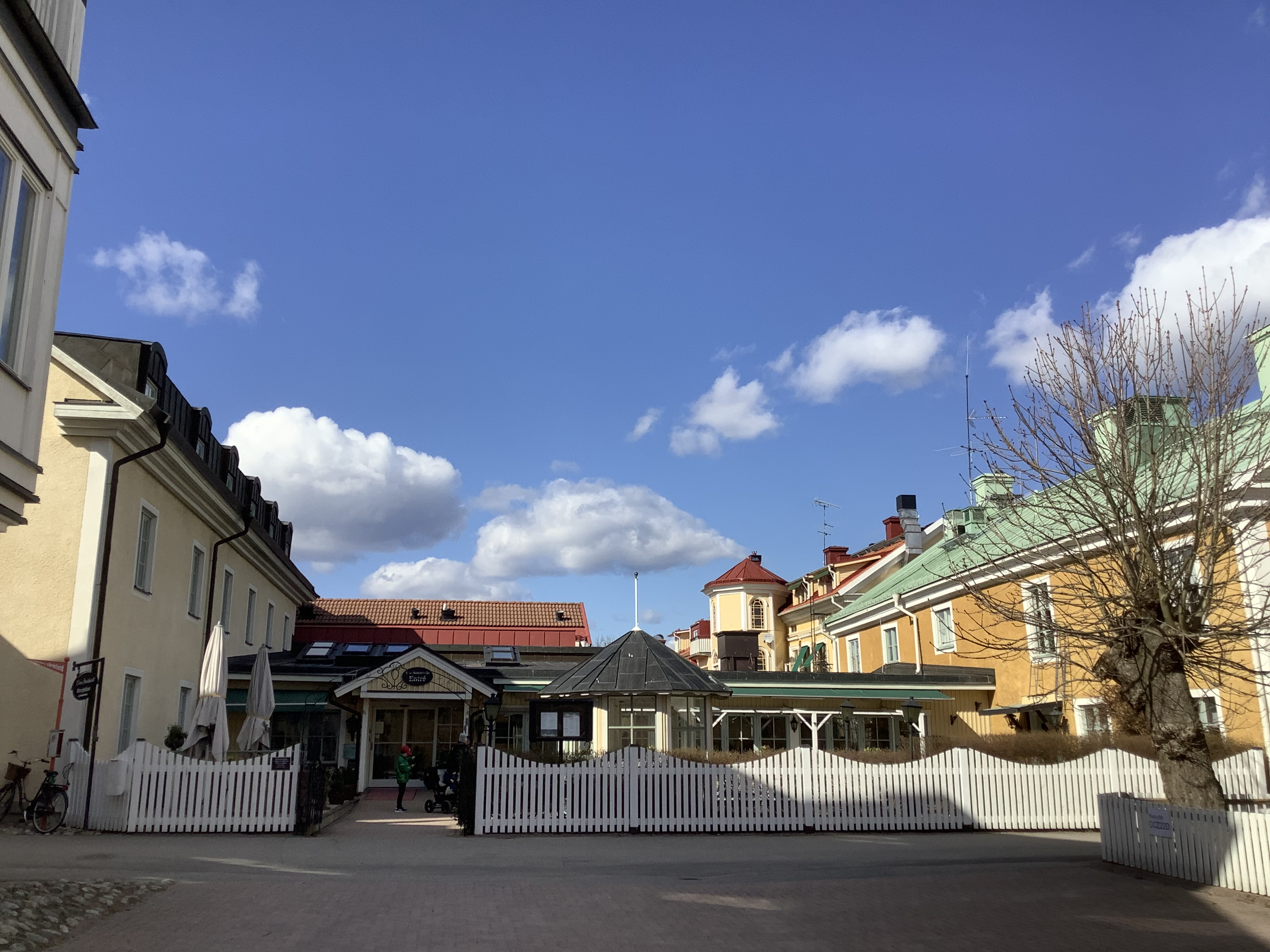
Stadshotellets ingång vid Källargränd, 2020
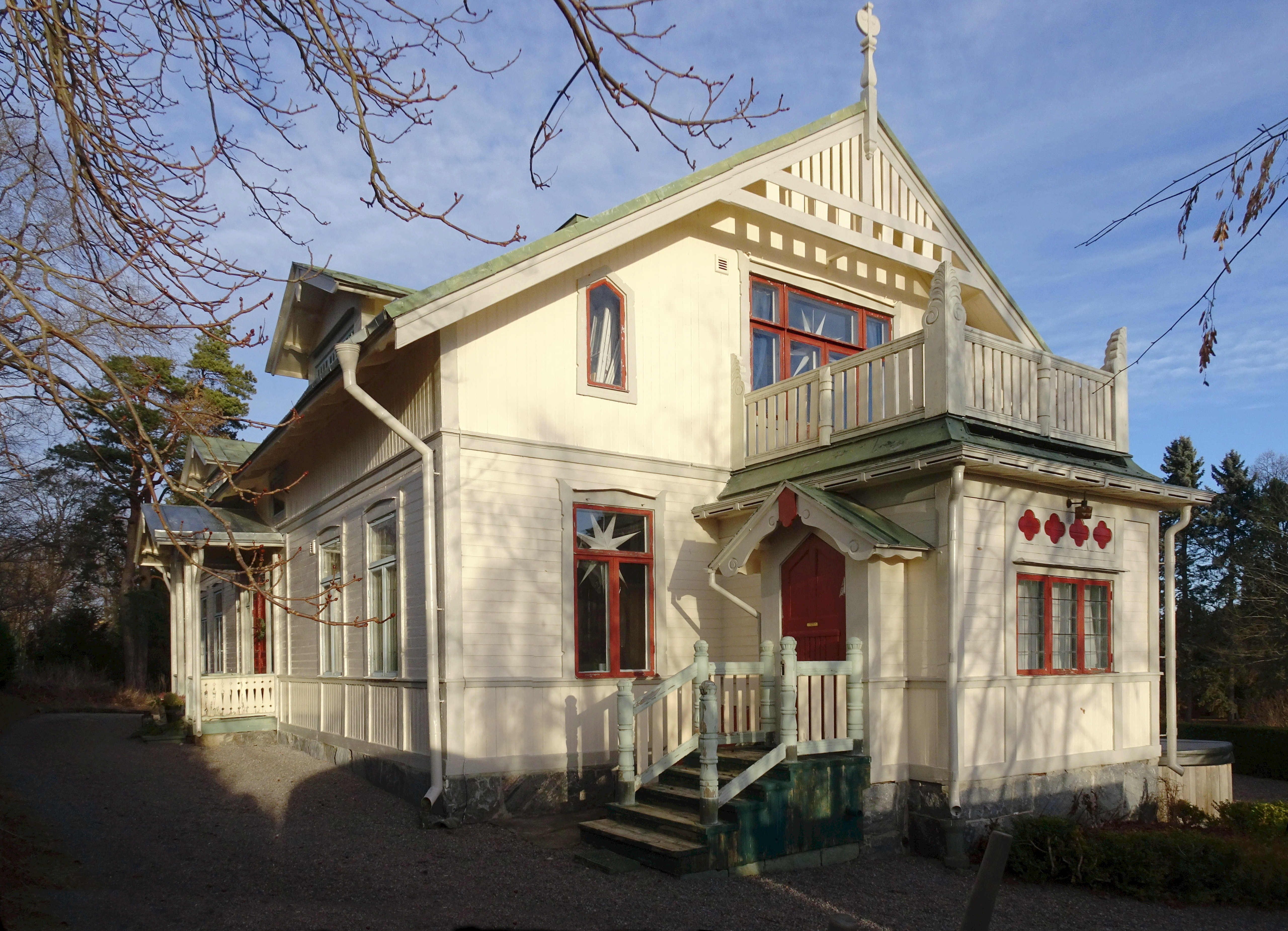
Rönnebo pensionat
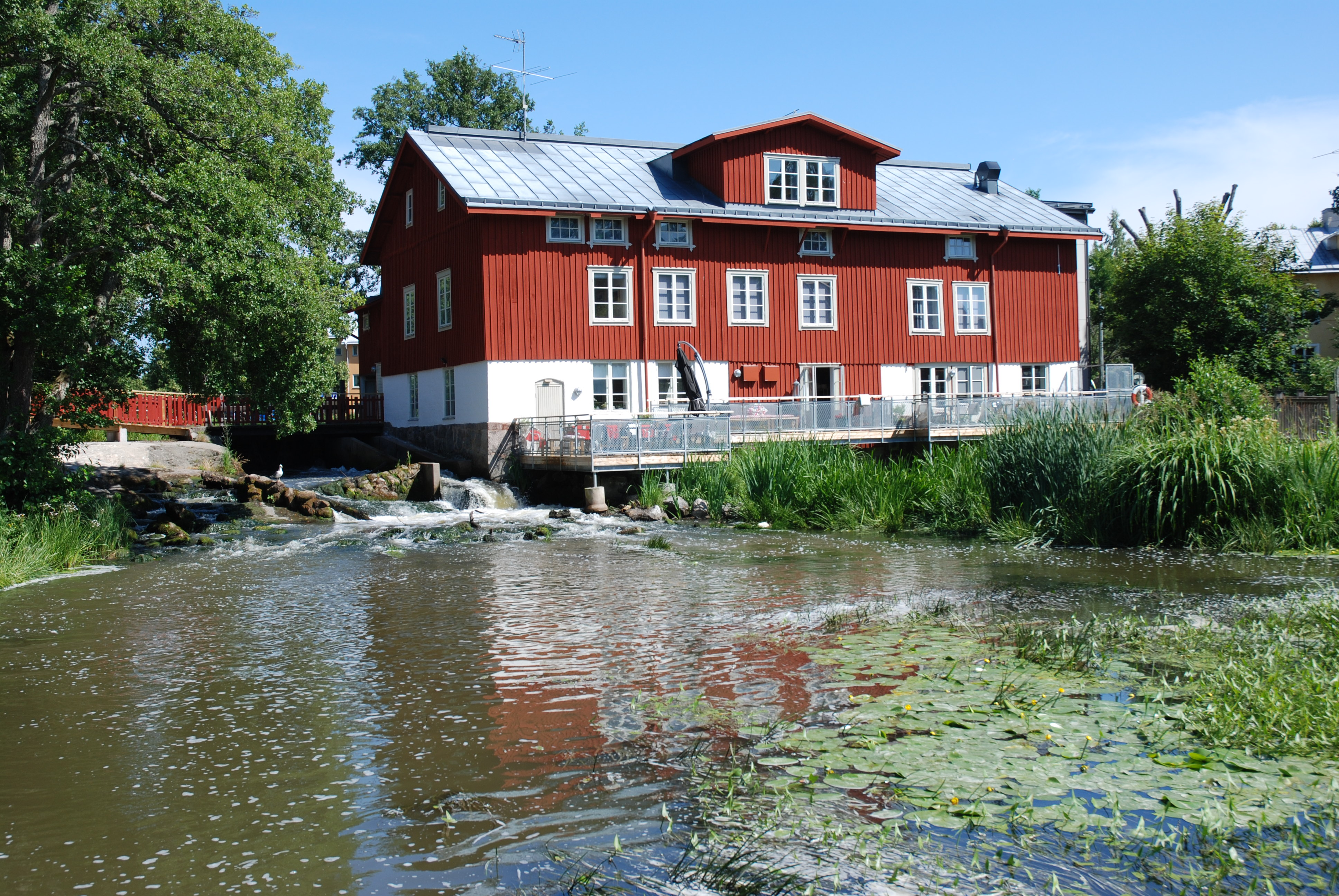
Trosa kvarn
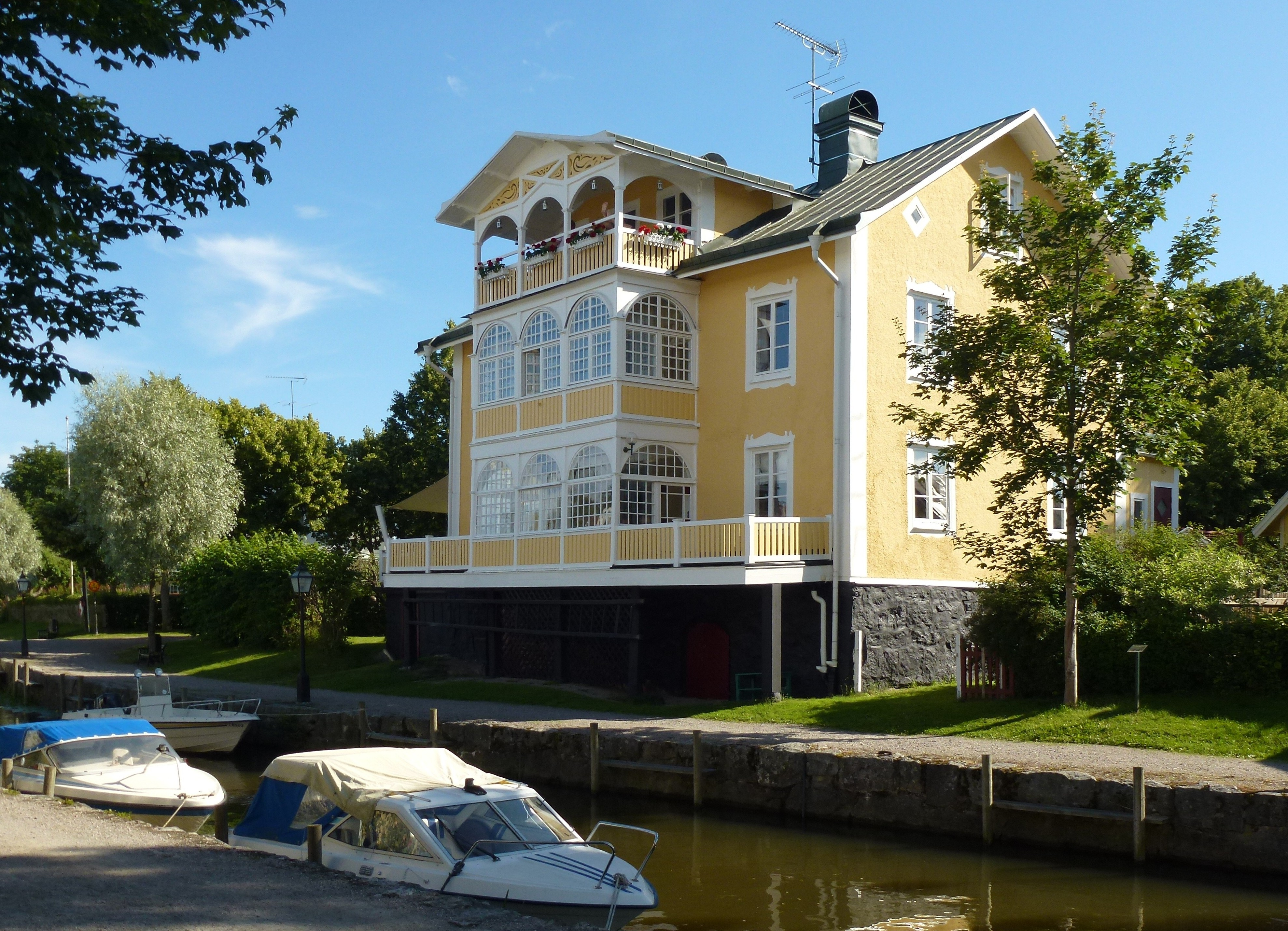
Sekelskiftesvilla vid Trosaån